# Dmytro Oleksandrovych Razumkov
Dmytro Oleksandrovych Razumkov (tiếng Ukraina: Дмитро Олександрович Разумков; sinh ngày 8 tháng 10 năm 1983) là một chính trị gia người Ukraina. Ông là cựu Chủ tịch Verkhovna Rada (từ tháng 8 năm 2019 đến ngày 7 tháng 10 năm 2021). Trước đây ông là lãnh đạo Đảng Đầy tớ của Nhân dân. Trong cuộc bầu cử quốc hội Ukraina năm 2019, ông đã lãnh đạo đảng giành được 124 ghế trong danh sách đảng toàn quốc và 130 ghế khu vực bầu cử.
Razumkov là thành viên của Hội đồng An ninh và Quốc phòng Quốc gia Ukraina từ ngày 6 tháng 9 năm 2019 đến ngày 15 tháng 10 năm 2021. Ông hiện là đại biểu độc lập tại Verkhovna Rada.

## Tiểu sử
Razumkov sinh ngày 8 tháng 10 năm 1983 tại Berdychiv, tỉnh Zhytomyr, là con của nhà hoạt động Komsomol Oleksandr Razumkov và nữ diễn viên sân khấu Natalia Kudri. Cha của ông là cựu Phó Thư ký Hội đồng An ninh và Quốc phòng Quốc gia Ukraina. Dmytro có một người anh cùng cha khác mẹ, Hlib, sinh ra trong cuộc hôn nhân dân sự của Oleksandr Razumkov với Yulia Mostova, tổng biên tập của tờ "Mirror of the Week". Hlib được Anatoliy Hrytsenko nhận nuôi, người đã kết hôn với Mostova vào năm 2003.
Từ năm 2006 đến 2010, Razumkov là thành viên của Đảng Các khu vực. Trong một cuộc phỏng vấn với ZIK vào ngày 2 tháng 4 năm 2019, ông giải thích rằng ông chưa bao giờ là nhà công nghệ chính trị của Đảng Các khu vực và chưa từng tham gia "Các khu vực trẻ", cánh thanh niên của đảng. Vào tháng 7 năm 2007, ông bắt đầu làm việc tại Bộ Phát triển và Xây dựng Khu vực Ukraina, thuộc Cục Đảm bảo Hoạt động của Bộ trưởng và Ủy ban của Bộ Phát triển và Xây dựng Khu vực Ukraina. Sau đó ông làm việc trong Nội các Bộ trưởng Ukraina.
Ông là trợ lý của Nghị sĩ Quốc hội Ukraina Valeriya Matyukha (Đảng các khu vực) năm 2006–07.
Năm 2009–2011, Razumkov giữ chức vụ quản lý trong lĩnh vực thương mại. Năm 2013–2014, ông là cố vấn cho Andriy Nikolaenko, người đứng đầu Cơ quan quản lý nhà nước khu vực Kirovohrad.
Năm 2015–2019, Razumkov là giám đốc điều hành của Nhóm Tư vấn Chính trị Ukraina.
Razumkov trở lại chính trường chuyên nghiệp với tư cách là cố vấn chính trị cho chiến dịch tranh cử tổng thống năm 2019 của Volodymyr Zelensky. Zelensky đã thắng cử, ở vòng hai của cuộc bầu cử ông đã đánh bại tổng thống đương nhiệm Petro Poroshenko với gần 73% phiếu bầu so với 25% của Poroshenko.
Razumkov trở thành lãnh đạo Đảng Đầy tớ của Nhân dân của Zelensky. Trong cuộc bầu cử quốc hội Ukraine năm 2019, Razumkov đứng đầu danh sách Đảng Đầy tớ của Nhân dân. Trong cuộc bầu cử, đảng này đã giành được 124 ghế trong danh sách đảng toàn quốc và 130 ghế khu vực bầu cử.
Vào ngày 29 tháng 8 năm 2019, Razumkov được bầu làm Chủ tịch Verkhovna Rada. Trong cuộc bầu cử của mình, ông đã nhận được sự ủng hộ lớn nhất của các đại biểu nhân dân kể từ khi thành lập Verkhovna Rada, với 382 nghị sĩ đã bỏ phiếu ủng hộ ông. Ông là đồng chủ tịch của Hội đồng liên nghị viện của Verkhovna Rada, Seimas của Litva và Sejm và Thượng viện Ba Lan, Đồng chủ tịch của Hội đồng liên nghị viện của Quốc hội Georgia, Quốc hội Moldova và Verkhovna Rada, và Chủ tịch Ban chấp hành Nhóm nghị sĩ quốc gia trong Liên minh liên nghị viện.
Vào ngày 6 tháng 9 năm 2019, Razumkov được bổ nhiệm làm thành viên Hội đồng An ninh và Quốc phòng Quốc gia Ukraina.
Vào tháng 11 năm 2019, Oleksandr Kornienko kế nhiệm Razumkov làm người đứng đầu Đảng Đầy tớ của Nhân dân.
Vào tháng 12 năm 2019, Razumkov lần đầu tiên được tạp chí Focus đưa vào danh sách 100 người Ukraina có ảnh hưởng nhất, chiếm vị trí thứ 7. Vào tháng 8 năm 2020, ông được hãng truyền thông Ukraina Novoye Vremya vinh danh là người Ukraina có ảnh hưởng thứ 12.
Ông giữ chức vụ Thành viên Hội đồng Đầu tư Quốc gia kể từ ngày 24 tháng 12 năm 2019.
Vào ngày 7 tháng 10 năm 2021, Verkhovna Rada đã bỏ phiếu bãi nhiệm Razumkov khỏi chức vụ Chủ tịch Quốc hội. Bốn ngày trước đó, Tổng thống Zelensky đã tuyên bố rằng ông "không còn là thành viên trong nhóm của chúng tôi nữa". Tổng thống Zelensky loại Razumkov khỏi Hội đồng Quốc phòng và An ninh Quốc gia vào ngày 15 tháng 10 năm 2021 và thay thế ông bằng Ruslan Stefanchuk, người kế nhiệm ông làm Chủ tịch Verkhovna Rada.
Vào ngày 16 tháng 11 năm 2021, Razumkov xác nhận rằng ông sẽ thành lập một đảng chính trị. Vào tháng 1 năm 2022, ông thành lập một tổ chức phi chính phủ mang tên Team Razumkov để tạo thành trụ cột của đảng mới.
Razumkov đã kết hôn và có hai con. Ông sống ở Kiev.